# Словенске Кљачани
Словенске Кљачани (слч. Slovenské Kľačany) насељено је мјесто са административним статусом сеоске општине (слч. obec) у округу Вељки Кртиш, у Банскобистричком крају, Словачка Република.

## Становништво
| Година:    | 1994. | 2004.   | 2014.   | 2024.    |
| ---------- | ----- | ------- | ------- | -------- |
| Број људи: | 172   | 165     | 158     | 176      |
| Разлика:   |       | -4,06 % | -4,24 % | +11,39 % |

| Година:    | 2023. | 2024.   |
| ---------- | ----- | ------- |
| Број људи: | 175   | 176     |
| Разлика:   |       | +0,57 % |

Према подацима о броју становника из 2011. године насеље је имало 161 становника.